# Pogonomyrmex colei

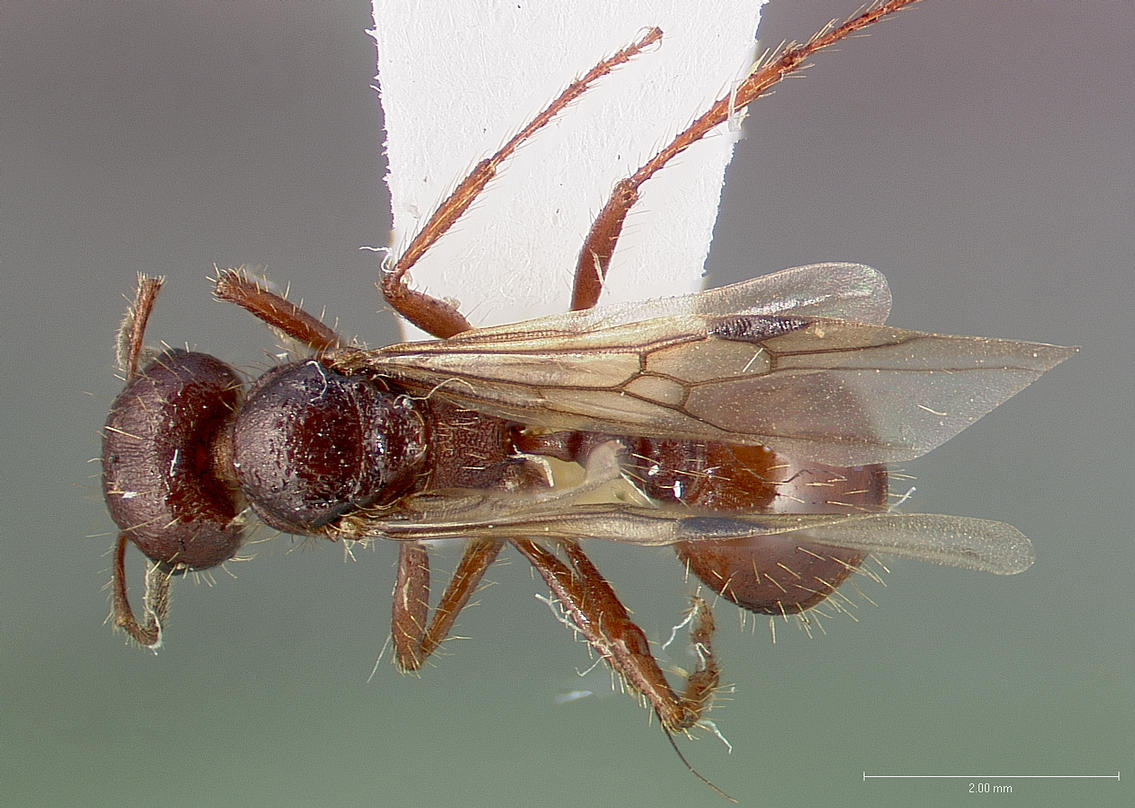
Вид сверху

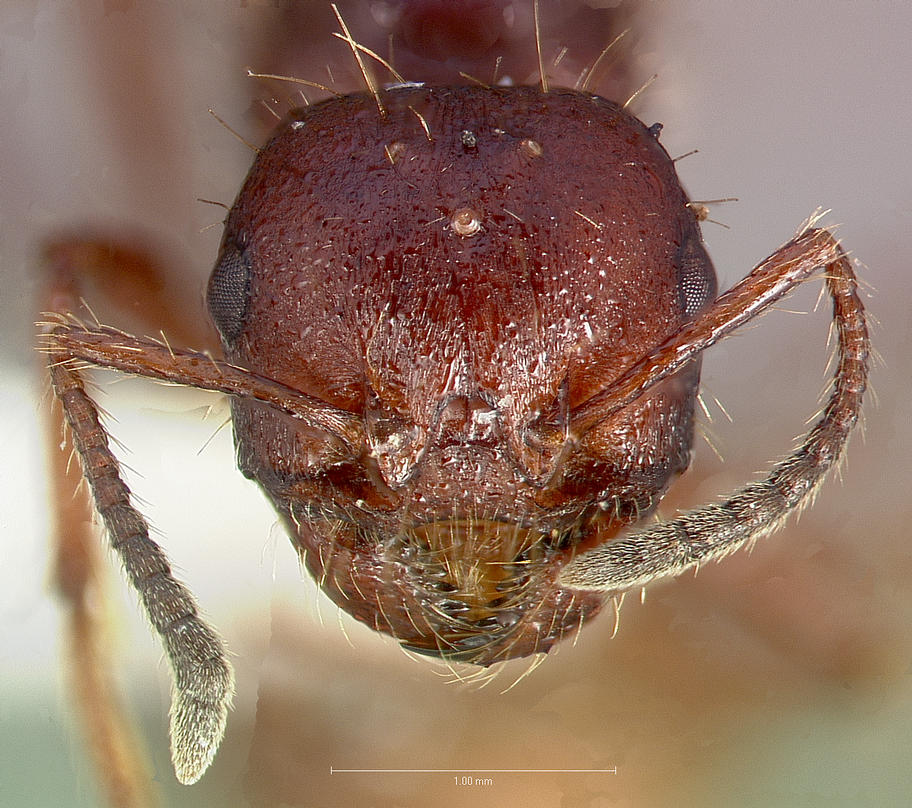
Голова

Pogonomyrmex colei (лат.) — жалящий вид муравьёв трибы Myrmicini из подсемейства Myrmicinae. Социальные паразиты в гнёздах других видов рода Pogonomyrmex, свои рабочие отсутствуют. Включён в Международную Красную книгу.

## Распространение
Северная Америка: Аризона, Калифорния, Невада (США). Обитатели песчаных полупустынных биотопов.

## Описание

### Морфология
Мелкие муравьи красновато-коричневого (самки) или черновато-коричневого цвета (самцы), длина менее 1 см; внешне похожи на Myrmica и Messor. Имеют только две касты половых особей: крылатые самки и самцы. Собственные рабочие отсутствуют. Жвалы с семью зубцами; предвершинный зубец примерно вдвое меньше апикального зубца. Усики самок 12-члениковые (у самцов усики из 13 сегментов). Лицо (пространство головы между глазами) с мелкой пунктировкой. Длина головы самок от 1,60 до 1,68 мм, ширина от 1,67 до 1,77 мм, длина скапуса усиков (SL) 1,17 мм до 1,23 мм. Индекс скапуса самок (соотношение длины скапуса к ширине головы, SI) от 67 до 72. Индекс головы самок (соотношение длины и ширины головы, CI) от 100 до 106. Длина головы самцов от 1,33 до 1,43 мм, ширина от 1,40 до 1,50 мм, длина скапуса усиков (SL) 0,83 мм до 0,87 мм. Индекс скапуса самцов (SI) от 56 до 60. Индекс головы самцов (CI) от 93 до 99. Длина глаза самок (EL) от 0,37 до 0,40 мм, ширина глаза (EW) от 0,28 до 0,32 мм. Длина груди (WL) от 2,23 до 2,43 мм. Длина узелка петиоля (PNL) от 0,50 до 0,57 мм. Ширина узелка петиоля (PNW) от 0,47 до 0,50 мм. Длина постпетиоля (PPL) от 0,40 до 0,43 мм. Ширина постпетиоля (PPW) от 0,73 до 0,83 мм. Скутеллюм гладкий. Проподеальные шипики на заднегрудке развиты, короткие и широкие в основании. Стебелёк между грудкой и брюшком состоит из двух члеников: петиолюса и постпетиолюса (последний чётко отделён от брюшка), узелок петиоля конусовидный (с примерно равными передней и задней покатыми поверхностями), постпетиоль полукруглый в профиль, жало развито, куколки голые (без кокона). Вентральный петиолярный выступ слабый или отсутствует, вентральный постпетиолярный выступ слабый. Брюшко гладкое и блестящее. Тело покрыто длинными многочисленными золотистыми волосками. 

### Биология
Социальный паразит (инквилин) в гнёздах муравьёв вида P. rugosus. Колонии вида-хозяина могут оставаться заражёнными социальными паразитами несколько лет подряд (в среднем 2 года, в отдельных случаях более 3 лет). Короткий срок существования колоний социальных паразитов объясняется предположительно более коротким сроком жизни их самок. Однако колонии вида-хозяина, в котором обитали P. colei, продолжают существовать и дальше. Процесс заражения происходит следующим образом. Самки P. colei вылетают из родительского гнезда и начинают поиск новых муравейников с колониями потенциальных хозяев, следуя по их феромонным тропинкам. При этом примерно в 90 % случаев рабочие вида-хозяина отвергают пытающихся проникнуть в их гнездо чужих самок. Самки P. colei значительно легче (их вес около 9 мг), чем рабочие вида-хозяина P. rugosus (около 50 мг). Содержание жира у самок P. colei ниже (25 %), а содержание воды выше (56 %), чем у самок их хозяев P. rugosus (40 % и 49 %, соответственно).
Спаривание половых особей происходит 2—3 дня подряд в утреннее время летом после дождей или осенью (с августа по октябрь). Спаривание интранидальное, происходит около входа в гнездо, самцы затем возвращаются в родное гнездо. Процесс копуляции самцов с самками длится менее минуты. Самцы P. colei, хотя и обладают крыльями, но нелетающие из-за уменьшенной площади крыловой пластинки. Степень заражения гнёзд хозяев в штате Аризона достигает 1,3 % (10 из 776 гнёзд).

## Систематика и этимология
Pogonomyrmex colei наиболее близок морфологически и в филогенетическом отношении к виду P. rugosus, на котором он паразитирует в качестве инквилина. Вид был впервые описан в 1982 году американским мирмекологом Роем Снеллингом (R. R. Snelling, 1934—2008; Лос-Анджелесский музей естественной истории, США) и назван  в честь американского энтомолога Артура Коула (Arthur Charles Cole, Jr.; 1908—1995), профессора из Университета Теннесси (Ноксвилл, США) и крупного специалиста по муравьям.

## Охранный статус
Эти муравьи включены в «Красный список угрожаемых видов» (англ. IUCN Red List of Threatened Animals) международной Красной книги Всемирного союза охраны природы (The World Conservation Union, IUCN) в статусе Vulnerable (таксоны в уязвимости или под угрозой исчезновения).